# Друга лига Румуније у кошарци
Друга лига Румуније у кошарци (рум. Liga I) је други ранг кошаркашких такмичења у Румунији. Лига се састоји од 4 групе по 6 или 7 екипа.